# Araschnia postcontinua
Araschnia postcontinua är en fjärilsart som beskrevs av Barend J. Lempke 1956. Araschnia postcontinua ingår i släktet Araschnia och familjen praktfjärilar. Inga underarter finns listade i Catalogue of Life.